# Protaetia anovittata
Protaetia anovittata är en skalbaggsart som beskrevs av Louis Alexandre Auguste Chevrolat 1841. Protaetia anovittata ingår i släktet Protaetia och familjen Cetoniidae. Inga underarter finns listade i Catalogue of Life.